# مصطفی عاقلی
مصطفی عاقلی (۱۳۶۵ در ساری) بازیکن فوتبال اهل ایران می‌باشد.
وی پیشینهٔ بازی در آلومینیوم هرمزگان، پیکان تهران، صنعت ساری را در کارنامهٔ ورزشی خود داراست..

## بن‌مایه
1. ↑  «مصطفی عاقلی :بامن از باشگاه تماس گرفتن و گفتن می‌خواهیم با شما قطع همکاری کنیم». مازند اسپرت. بایگانی‌شده از اصلی در ۲۷ دسامبر ۲۰۱۴. دریافت‌شده در ۲۷ دسامبر ۲۰۱۴.